# Grijsflankmees
De grijsflankmees (Poecile sclateri; synoniem: Parus sclateri) is een zangvogel uit de familie  Paridae (mezen). Deze vogel is genoemd naar de Engelse ornitholoog Philip Lutley Sclater.

## Verspreiding en leefgebied
Deze soort komt voornamelijk voor in Mexico en telt vier ondersoorten:
- P. s. eidos: de zuidwestelijke Verenigde Staten en noordelijk Mexico.
- P. s. garzai: noordoostelijk Mexico.
- P. s. sclateri: centraal Mexico.
- P. s. rayi: zuidelijk Mexico.

## Status
De grootte van de populatie is in 2019 geschat op 2 miljoen volwassen vogels. Op de Rode lijst van de IUCN heeft deze soort de status niet bedreigd.